# Большой Такой
Большой Такой — река на острове Сахалин, правый приток реки Найба. 
Название реки — парное с названием  её притока Малый Такой, воды которого Большой Такой принимает в себя за 19 км от собственного впадения в реку Найба.
Длина реки — 59 км. Площадь водосборного бассейна — 723 км².
Начинается под названием Лира на южном склоне горы Сияния. Течёт на юго-восток до населённого пункта Березняки, оттуда поворачивает на север. Верховья заняты березово-пихтовыми лесами. В среднем и нижнем течении долина реки подвергалась мелиорации: присутствует большое количество каналов, приустьевая часть заболочена. Впадает в реку Найба в 21 км от её устья на территории Долинска. Протекает через Сокол и Стародубское. Ширина реки у подножия горы Мозолистая — 15 метров, глубина — 0,4 метра, скорость течения воды 0,4 м/с.
В административном отношении протекает по Долинскому и Южно-Сахалинскому городским округам Сахалинской области.

## Данные водного реестра
По данным государственного водного реестра России относится к Амурскому бассейновому округу.
Код объекта в государственном водном реестре — 20050000212118300005628.

## Крупные притоки
В таблице приведены сводные данные по крупным притокам Большого Такоя длиной более 10 км, исходный порядок дан по расстоянию устья притоков от устья Большого Такоя.
| Рассто- яние (км) | Название притока | Расположение притока | Длина (км) | Бассейн (км²) |
| ----------------- | ---------------- | -------------------- | ---------- | ------------- |
| 3                 | Залом            | Правый               | 15         | 91            |
| 19                | Малый Такой      | Левый                | 32         | 134           |
| 22                | Белая            | Правый               | 16         | 59            |
| 27                | Сокол            | Правый               | 20         | 24            |
| 29                | Полтавская       | Левый                | 13         | 27            |
| 32                | Чусовая          | Правый               | 15         | 34            |
| 41                | Березняки        | Правый               | 11         | 78            |
| 49                | Лысуха           | Правый               | 11         | 15            |